# Krawattenmann des Jahres
Der Titel Krawattenmann des Jahres ist eine Ehrung in der deutschen Werbebranche, die seit 1965 vom Deutschen Krawatteninstitut mit Sitz in Krefeld, das mittlerweile zum Deutschen Mode-Institut gehört, verliehen wird.
Den Preis erhält jedes Jahr ein Mann des öffentlichen Lebens, der durch sein Erscheinungsbild die Krawatte stilvoll in Szene setzte. Zeitweilig wurde diese Ehrung im Rahmen der Straßenmodenschau von der Stadt Krefeld ausgerichtet.

## Liste der Preisträger
- 1965: Hans-Joachim Kulenkampff
- 1966: Willi Daume
- 1967: Willy Brandt
- 1968: Bernhard Grzimek
- 1969: Walter Scheel
- 1970: Helmut Schön
- 1971: Peter Wyngarde
- 1972: Roy Black
- 1973: Kurt Biedenkopf
- 1974: Dieter Kürten
- 1975: Robert A. Lutz
- 1976: Alwin Schockemöhle
- 1977: Walther Leisler Kiep
- 1979: Friedrich Wilhelm Christians
- 1980: Johannes Gross
- 1981: Hans Rosenthal
- 1983: Wilhelm Wieben
- 1984: Otto Wolff von Amerongen
- 1985: Richard Stücklen
- 1988: Claus Seibel
- 1990: Karl Otto Pöhl
- 1991: Günther Jauch
- 1997: Bodo H. Hauser
- 2000: Michel Friedman
- 2001: Guido Westerwelle
- 2002: Johannes B. Kerner
- 2003: Borussia Mönchengladbach
- 2004: Götz Alsmann
- 2005: Ulrich Wickert
- 2006: Christian Wulff
- 2007: Roger Cicero
- 2008: Henry Maske
- 2009: Eckart von Hirschhausen
- 2010: Claus Kleber
- 2011: Hape Kerkeling
- 2012: Jan Delay
- 2013: Tom Schilling
- 2014: Daniel Hartwich
- 2015: Guido Maria Kretschmer
- 2016: Manuel Neuer
- 2017: Jan Josef Liefers[1]
- 2018: Lars Eidinger[2]
- 2019: Till Brönner[3]

Seit dem Jahr 2020 ist die Verleihung des Preises ausgesetzt.

## Krawattenmannschaft
Im Jahr 2003 hat die Jury erstmals mehreren Personen, nämlich der Mannschaft von Borussia Mönchengladbach, den Titel „Krawattenmann des Jahres“ verliehen, da sie sich in der Öffentlichkeit stets mit Krawatte gezeigt hatte.

## Inoffizieller Krawattenmann
Von den Grünen wurde Otto Schily zum „Krawattenmann des Jahres“ 1984 gekürt. Das Deutsche Krawatteninstitut hatte damit allerdings nichts zu tun.

## Einzelbelege
1. ↑  Jan Josef Liefers ist "Krawattenmann des Jahres 2017". Süddeutsche Zeitung, 17. Januar 2018, abgerufen am 26. August 2020.
2. ↑  Reinhold Koehler: Lars Eidinger ist „Krawattenmann des Jahres 2018“. In: fashionunited.de. 27. Dezember 2018, abgerufen am 2. April 2019.
3. ↑  Deutsches Mode-Institut: TILL BRÖNNER - KRAWATTENMANN DES JAHRES 2019. 4. Dezember 2019, archiviert vom Original (nicht mehr online verfügbar) am 19. Februar 2020; abgerufen am 9. Januar 2024.
4. ↑  Moderne Männer mögen’s ohne: Hat die Krawatte endgültig ausgedient? In: Der Tagesspiegel Online. ISSN 1865-2263 (tagesspiegel.de [abgerufen am 9. Januar 2024]).
5. ↑  Thies Gleiss: Wild gewordener Kleinbürger. In: SoZ - Sozialistische Zeitung. Juni 2004, ISSN 0932-8750, S. 22 (vsp-vernetzt.de – Kolumne).